# Bijlia
Bijlia là chi thực vật có hoa trong họ Aizoaceae.

## Hình ảnh

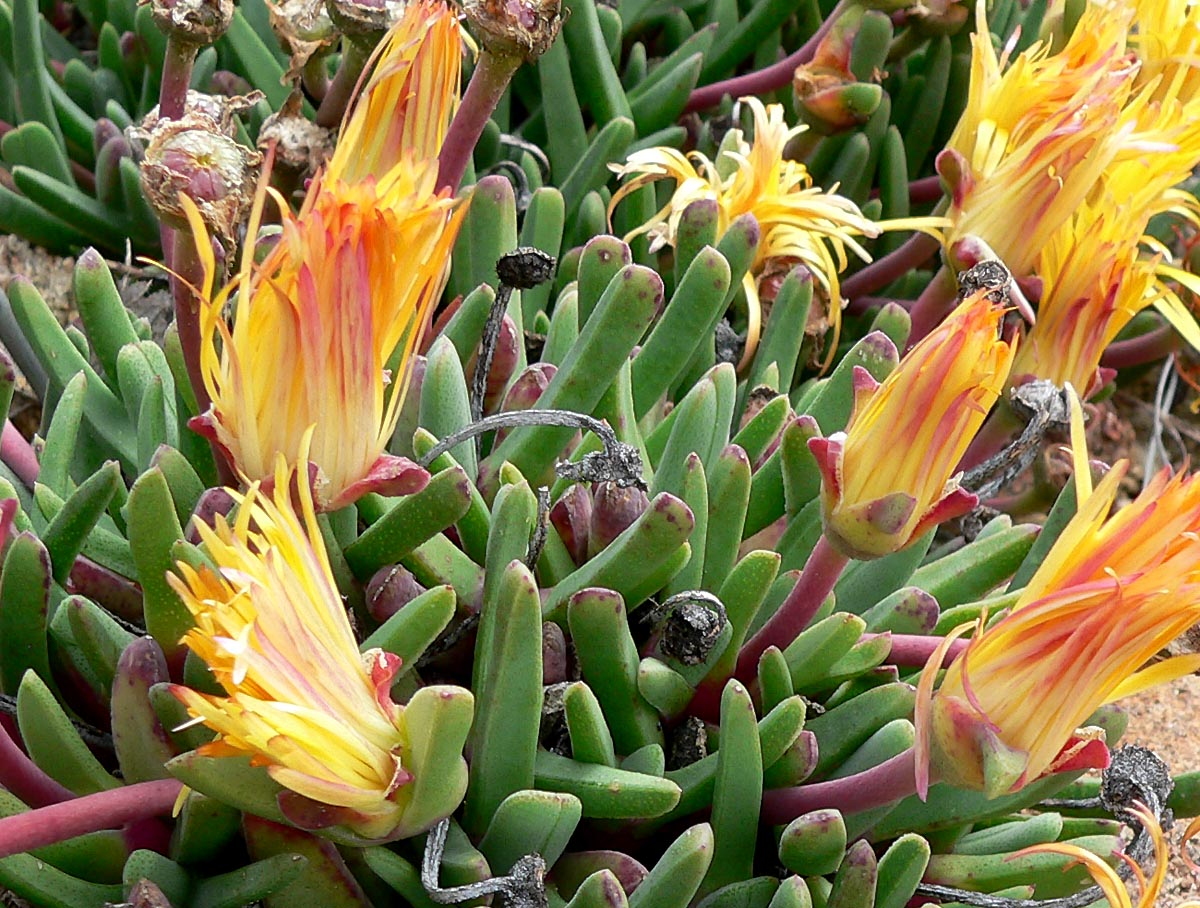
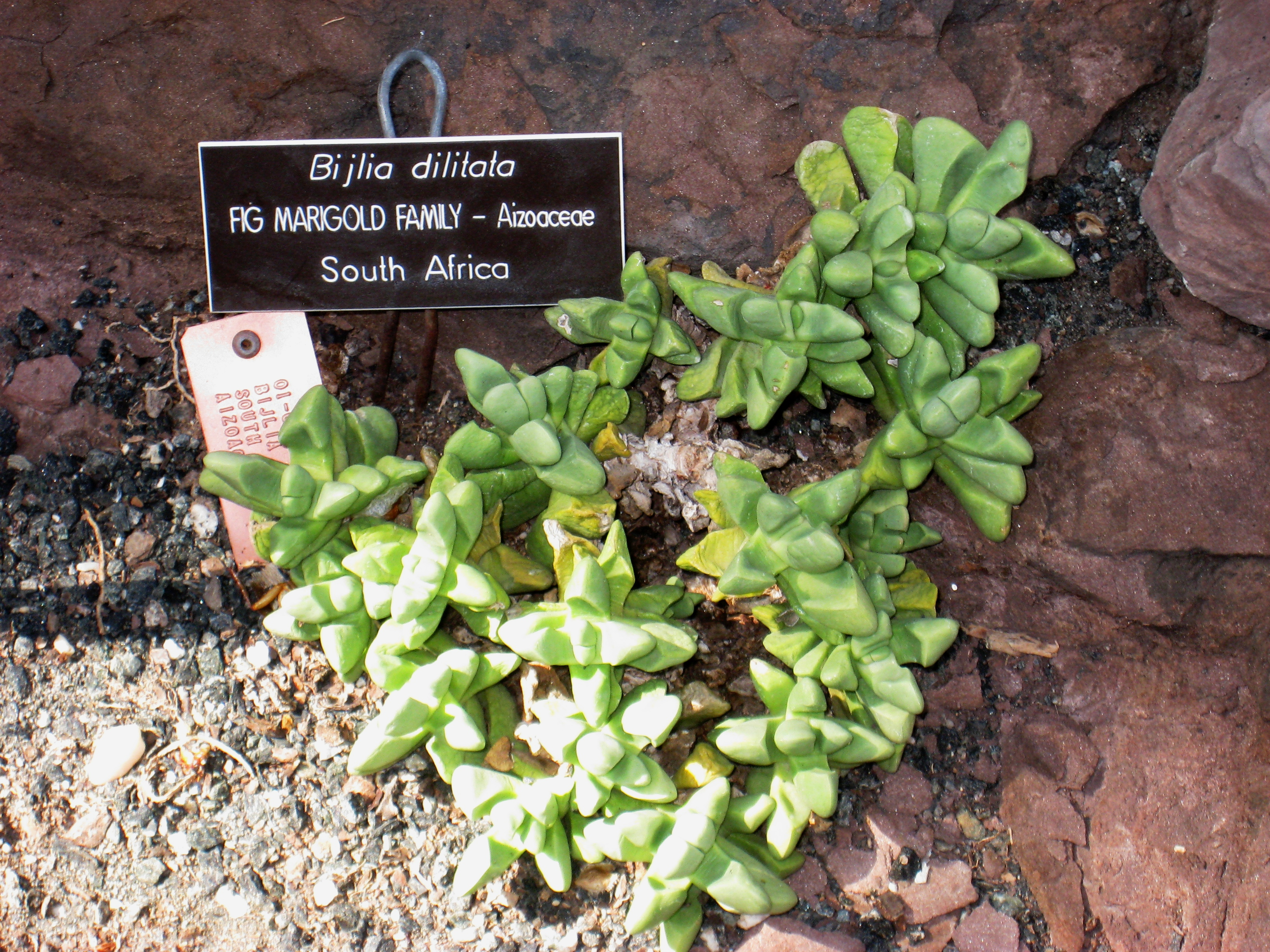